# Populus deltoides
El álamo negro de Norteamérica (Populus deltoides) es un árbol nativo de Norteamérica, se encuentra en el este, centro y sur de Estados Unidos, también en la parte sur de Canadá y el norte de México.

## Descripción
Populus deltoides es un árbol grande que crece hasta 20-30 metros (65,6-98,4 pies) de altura y con un tronco de hasta 2,8 metros (9' 21/5") de diámetro, uno de los árboles de madera dura más grandes de América del Norte. La corteza es de color blanco plateado, lisa o ligeramente fisurada cuando es joven, y se vuelve gris oscuro y profundamente fisurada en árboles viejos.

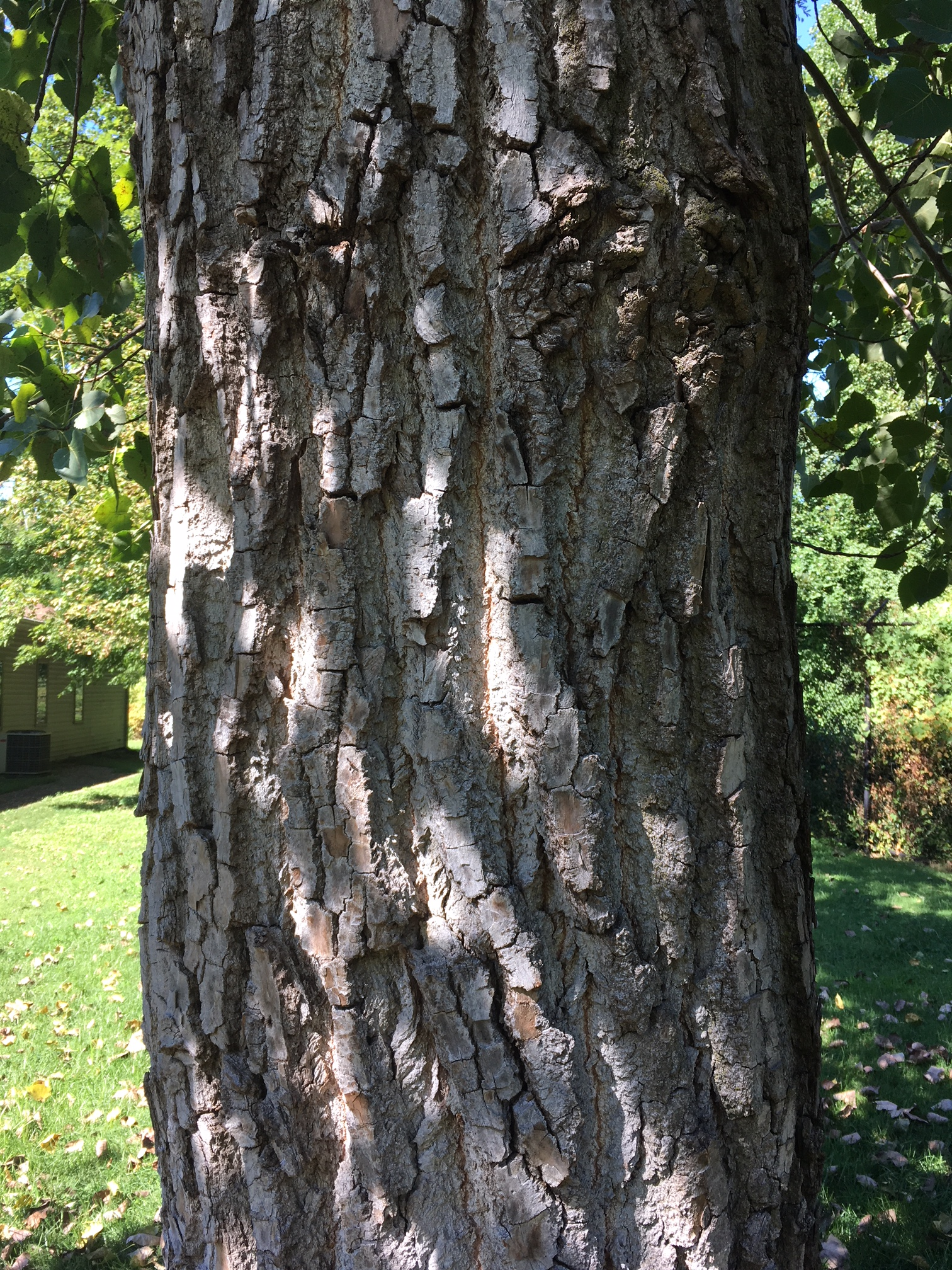
Corteza de un árbol maduro

Las ramitas son de color amarillo grisáceo y robustas, con grandes cicatrices triangulares en las hojas. Los cogollos de invierno son delgados, puntiagudos, 1-2 centímetros (0,4-0,8 plg) de largo, de color marrón amarillento y resinosos. Es uno de los árboles de más rápido crecimiento en América del Norte. En los fondos del río Misisipi, se ha observado un crecimiento de altura de 10-15 pies (3-5 m) por año durante algunos años. Crecimiento de altura sostenido de 5 pies (1,5 m) crecimiento de altura y 1 pulgada (2,5 cm) el crecimiento del diámetro por año durante 25 años es común.
Las hojas son grandes, deltoides (triangulares), 4-10 centímetros (1,6-3,9 plg) de largo y 4-11 centímetros (1,6-4,3 plg) (1,6-4,3 plg) de ancho con base truncada (aplanada) y pecíolo de 3-12 centímetros (1,2-4,7 plg) de largo. La hoja tiene dientes muy toscos, los dientes son curvos y con glándulas en la punta, y el pecíolo es plano; son de color verde oscuro en el verano y se vuelven amarillas en el otoño (pero muchos álamos en lugares secos pierden sus hojas antes de tiempo debido a la combinación de la sequía y la roya de la hoja, lo que hace que el color del otoño sea opaco o ausente). Debido al tallo plano de la hoja, la hoja tiende a temblar incluso con la más mínima brisa. Esta es una de las características identificativas.
Es dioica, con las flores (amentos) producidas en árboles de un solo sexo a principios de la primavera. Los amentos masculinos (de polen) son de color púrpura rojizo y 8-10 centímetros (3,1-3,9 plg) de largo; los amentos femeninos son verdes, 7-13 centímetros (2,8-5,1 plg) de largo en la polinización, madurando 15-20 centímetros (5,9-7,9 plg) de largo con varias 6 a 15 milímetros (0,2 a 0,6 plg) a principios del verano, que se abren para liberar las numerosas semillas pequeñas adheridas a hilos similares al algodón. Un solo árbol puede liberar 40 millones de semillas por temporada.

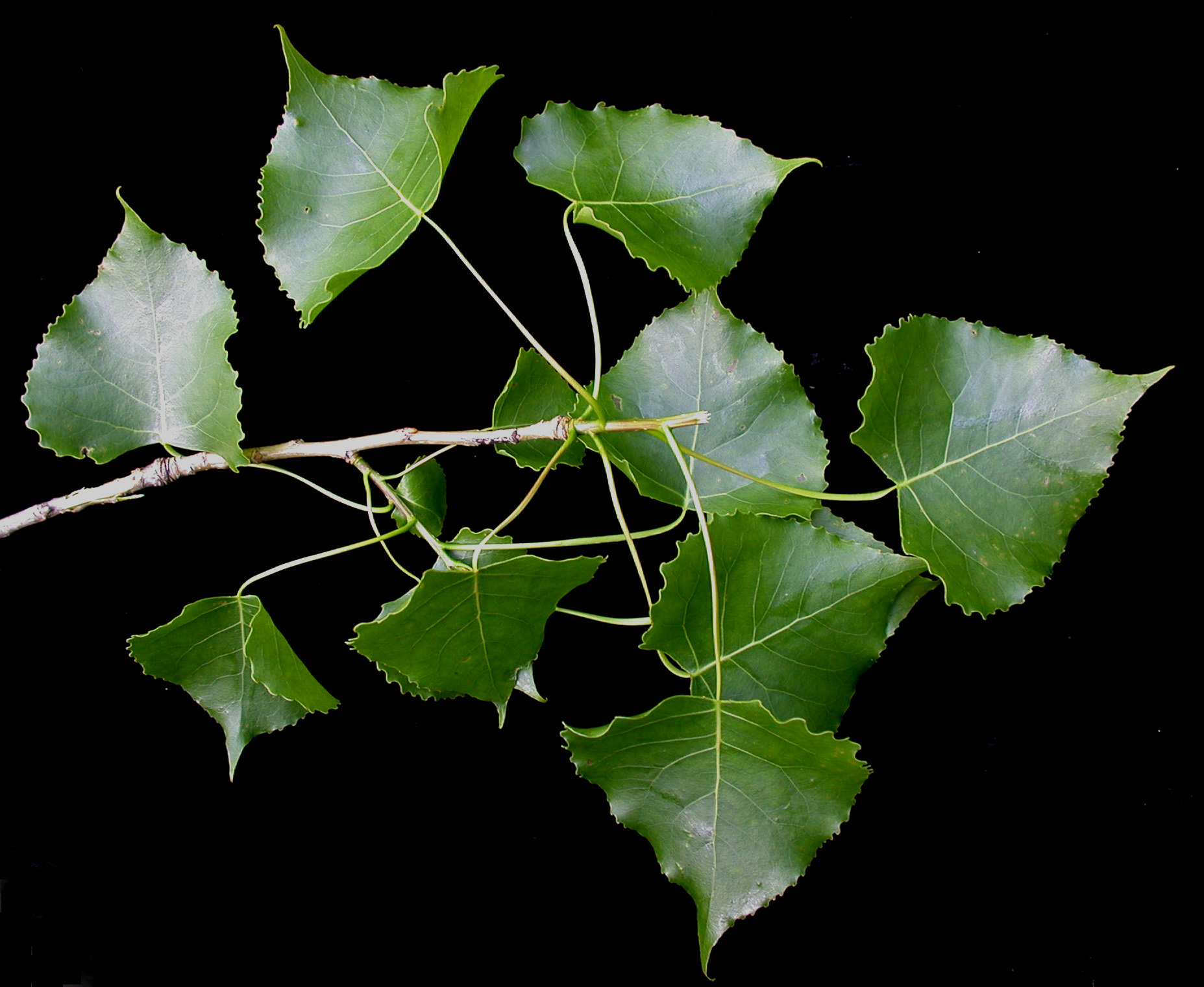
Hojas de P. deltoides

## Taxonomía
Populus deltoides fue descrito por W.Bartram ex Marshall y publicado en Arbustrum Americanum 106, en el año 1785.
Etimología
Populus: nombre genérico que deriva del latín, 'popular' por ser abundante y en gran cantidad. 
deltoides: epíteto latíno que significa "con forma triangular".
Variedades aceptadas
- Populus deltoides var. deltoides
- Populus deltoides var. wislizeni (S. Watson) Dorn

Sinonimia
- Aigeiros deltoides (W. Bartram ex Marshall) Tidestr.
- Populus angulata Aiton
- Populus angulata var. missouriensis A. Henry
- Populus angulosa Michx.
- Populus carolinensis Moench[6]